# Schutzstufenkonzept
Das Schutzstufenkonzept war ein durch die am 29. Dezember 2004 im Bundesgesetzblatt veröffentlichte und am 1. Januar 2005 in Kraft getretene novellierte Gefahrstoffverordnung abgestuftes System von Schutzmaßnahmen. Mit der Neufassung der Gefahrstoffverordnung 2010 wurde das Konzept jedoch wieder aufgegeben. Mit der Novelle 2010 wurde das global harmonisierte System zur Einstufung und Kennzeichnung von Chemikalien (CLP-Verordnung) und die REACH-Verordnung des Europäischen Parlaments in Deutschland umgesetzt.

## Pflichten des Unternehmers – alte Gefahrstoffverordnung

### § 16 GefStoffV – Ermittlungspflicht
Der Arbeitgeber ist verpflichtet festzustellen ob
- ein Gefahrstoff vorliegt oder entsteht
- Ersatzstoffe oder Verfahren mit geringeren Gesundheitsgefährdungen anwendbar sind

### § 18 GefStoffV – Überwachungspflicht
Der Überwachungspflicht kann der Arbeitgeber nachkommen durch
- Vergleich mit ähnlichen Anlagen oder Tätigkeiten
- Berechnung
- Konzentrationsmessungen gefährlicher Stoffe am Arbeitsplatz
- Untersuchung von Körperflüssigkeiten (biologischer Arbeitsplatztoleranzwert – BAT)
- Erfüllung verfahrens- oder stoffspezifischer Kriterien (VSK nach TRGS 420)
- Verwendung geprüfter Anlagen

### § 17 GefStoffV – Schutzpflicht
Die Schutzmaßnahmen müssen den
- Regelungen des Gefahrstoffrechts (Gefahrstoffverordnung),
- Unfallverhütungsvorschriften,
- Allgemein anerkannten sicherheitstechnischen, arbeitsmedizinischen und hygienischen Regeln (Ausnahmen nach § 44 GefStoffV) entsprechen.

## Pflichten des Unternehmers – neue Gefahrstoffverordnung
- Informationen des Inverkehrbringers oder aus anderen ohne weiteres zugänglichen Quellen
- Gesonderte Gefährdungsbeurteilung für Wartungsarbeiten, Bedien- und Überwachungstätigkeiten, Notfälle
- Brand und Explosionsgefahren
- Gefahren nicht gekennzeichneter Stoffe und Zubereitungen
- Getrennte Ermittlung je nach Aufnahmeweg u. physikalisch-chemischer Gefährdung
- Grenzwerte und Möglichkeiten einer Substitution der Einsatzstoffe, Arbeitsbedingungen und -verfahren, einschl. Gefahrstoffmenge
- Schriftform (nicht bei Schutzstufe 1), Anfertigung durch fachkundige Person, (Mitwirkung von Betriebsarzt oder Fachkraft für Arbeitssicherheit, sofern bestellt)
- unabhängig von Beschäftigtenzahl; Pflicht zur Aktualisierung, vor Aufnahme der Tätigkeit
- Verzeichnis der verwendeten Gefahrstoffe, einschließlich Sicherheitsdatenblätter müssen allen betroffenen Beschäftigten zugänglich sein

## Schutzstufe 1 – Tätigkeiten im Anwendungsbereich der Bagatellregelung § 7 Abs. 9 GefStoffV
für eine bestimmte Tätigkeit mit:
- geringer Stoffmenge (Stichwort: „handelsüblich“)
- nach Höhe und Dauer niedriger Exposition
- geringer Gefährdung (gilt nicht für „T-Stoffe“, d. h. für Stoffe mit der Kennzeichnung „giftig“ (T) oder „sehr giftig“ (T+))

nur Maßnahmen nach § 8 GefStoffV:
- TRGS 500 (ähnlich Arbeitsstättenverordnung und Arbeitsschutzgesetz)
- Minimierungsgebot, sowie Herstellungs- und Verwendungsverbote
- Überprüfung der Wirksamkeit der tech. Schutzmaßnahmen mindestens alle 3 Jahre
- Unterweisung nach § 12 ArbSchG

## Schutzstufe 2 – Tätigkeiten ohne T-Stoffe, wenn Schutzmaßnahmen der SSt 1 nicht ausreichen

### Grundmaßnahmen nach § 9 GefStoffV
- Ersatzstoffgebot mit Dokumentationspflicht
- Minimierungsgebot mit Rangfolge der Schutzmaßnahmen
- neue Gefährdungsbeurteilung bei Überschreitung des Arbeitsplatzgrenzwertes
- für Stoffe ohne AGW: Nachweis der Wirksamkeit der Schutzmaßnahmen – sonst Messung
- Unterweisung nach GefStoffV, Alleinarbeitsverbot

### Biozide § 9 (11) GefStoffV
- Verwendung nur entsprechend Zulassung u. Kennzeichnung
- Einsatz unter Berücksichtigung physikalischer, biologischer oder chemischer Alternativen auf *Mindestmaß begrenzen
- Gilt auch in Haushalten

### Rangfolge der Schutzmaßnahmen § 9 GefStoffV
- weniger gefährliche Einsatzstoffe
- Anpassung an den Stand der Technik; geschlossene Anlage
- Absaugung der Stoffe an der Austritts- oder Entstehungsstelle
- Lüftungsmaßnahmen
- Persönliche Schutzausrüstung: §9(3) Beschäftigte müssen die Schutzausrüstung benutzen und der Arbeitgeber darf sie nicht als ständige Maßnahme zulassen

## Schutzstufe 3 – Tätigkeiten mit giftigen und sehr giftigen Stoffen und Zubereitungen

### Grundmaßnahmen nach § 10 GefStoffV
- SUBSTITUTIONSPFLICHT; wenn technisch nicht möglich, dann
- geschlossenes System; wenn technisch nicht möglich
- Minderung der Exposition nach Stand der Technik
- Der Arbeitgeber stellt sicher, dass die AGW eingehalten werden.
- Maßnahmen bei Nichteinhaltung des AGW; insbesondere bei ASI-Arbeiten (persönliche Schutzausrüstung)
- Dokumentation weiterer Maßnahmen zur Senkung der Exposition in Gefährdungsbeurteilung
- Er hat die dafür erforderlichen Messungen oder gleichwertige und eindeutige Nachweisverfahren durchzuführen.
- Die Ergebnisse sind aufzubewahren und den Beschäftigten zugänglich zu machen.
- Zutrittsbeschränkung (Ausnahme: Ottokraftstoffe an Tankstellen)

## Schutzstufe 4 – Tätigkeiten mit krebserzeugenden, erbgutverändernden oder fruchtbarkeitsgefährdenden Stoffen der Kategorien 1 oder 2
nicht wenn: Arbeitsplatzgrenzwert eingehalten oder die Tätigkeiten entsprechend einem VSK durchgeführt werden
- Die Einhaltung des Arbeitsplatzgrenzwertes ist in der Gefährdungsbeurteilung zu dokumentieren
- Maßnahmen bei Nichteinhaltung des AGW; insbesondere bei ASI-Arbeiten (Atemschutz, Schutzkleidung – während der ganzen Dauer der Arbeiten, aber auf ein Minimum für jeden Beschäftigten beschränkt)
- Dokumentation weiterer Maßnahmen zur Senkung der Exposition in GB
- In der Regel keine Luftrückführung
- Abgrenzung der Gefahrenbereiche und Anbringung von Warn- und Sicherheitszeichen